# Punta rock

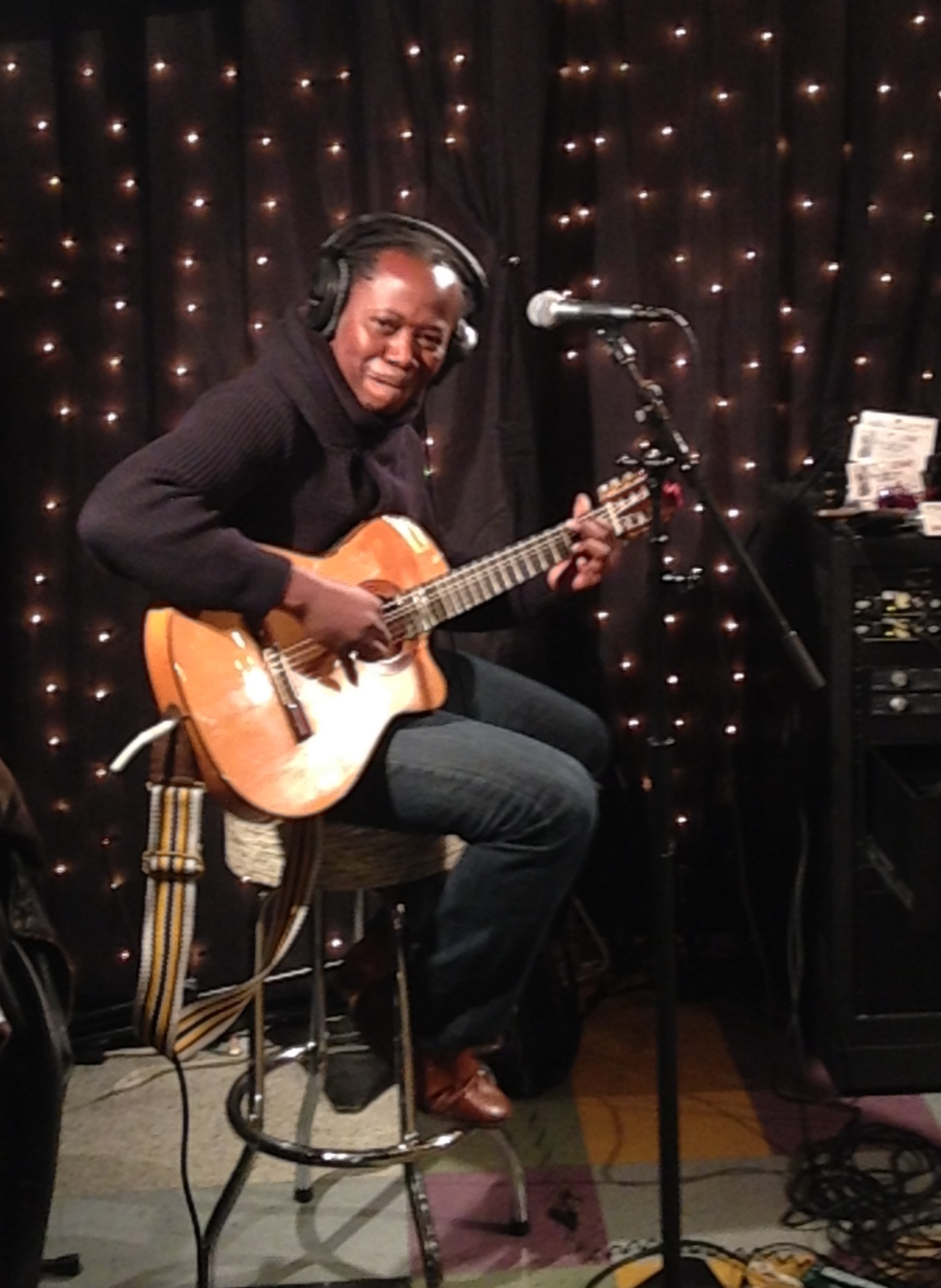
Aurelio Martinez.

Le Punta rock est un style musical du Belize issu des rythmes des Garifunas créé par le chanteur Andy Palacio.

## Artistes notables
- Pen Cayetano
- Andy Palacio
- Paul Nabor
- Aurelio Martínez
- Banda Blanca